# Martin von Baumgarten
Martin von Baumgarten, ou Martin Ritter von Baumgartner (en latin, Marinus à Baumgarten) est un explorateur allemand, auteur en 1594 du  Peregrinatio in Aegyptum, Arabiam, Palaestinam, & Syriam.

## Biographie
Fils d'un propriétaire minier, il développe l'activité parentale en 1494 à Rattenberg et en 1510 à Lienz, mais ne parvient pas à sauver sa mine de la ruine, en dépit du soutien du gouvernement d'Innsbruck. En 1522, les Fugger, ses créditeurs, reprennent sa propriété fortement endettée. Le gouvernement lui confie alors la fonction de maître minier pour le reste de sa vie. 
Vers 1522, il se convertit au protestantisme et correspond avec Martin Luther.
Il publie en 1594 le Peregrinatio in Aegyptum, Arabiam, Palaestinam, & Syriam, récit de son pèlerinage en Palestine en 1507 et 1508, avec un certain Georg, alors maître d'école de latin à Kufstein, 
Il visite notamment Chypre et y remarque « l’oppression et la cruauté des Vénitiens à l’égard des populations locales ». 
Bernhard Pez l'a publié sous forme imprimée dans le Thesaurus anecdotorum novissimus (tome 2, Augsbourg 1721, p. 455-635). Une autre version est utilisée par le pasteur luthérien Christoph Donauer lorsqu'il fait imprimer la description de voyage à Nuremberg en 1594 sous le titre Martini a Baumgarten in Breitenbach peregrinatio in Aegyptum, Arabiam, Palaestinam et Syriam.